# Freedom Forum
Das Freedom Forum wurde 1991 gegründet, als die Gannett Foundation, die vom Verleger Frank E. Gannett als wohltätige Stiftung ins Leben gerufen worden war, den Namen und ihr Vermögen für 670 Millionen $ an die Gannett Company zurückverkaufte. Ziel der ursprünglichen Stiftung war es, die Gemeinden im Wirkungsradius der Zeitung zu unterstützen. Der schon in den Ruhestand getretene Vorstand und Gründer von USA Today, Al Neuharth, übernahm das Geld und den Firmennamen und gründete das „Freedom Forum“. Dessen Mission es ist, die freie Presse, die freie Rede und das freie Denken zu fördern.
Zum Forum gehören das „First Amendment Center“, das „Newseum Institute“ und das  „Religiious Freedom Center“  an der Vanderbilt University in Nashville, Tennessee. Das Freedom Forum ist Muttergesellschaft des Newseum, eines Museums, das sich der Geschichte der Nachrichtenmedien widmet. Es öffnete zunächst 1997 in Rosslyn und wurde 2008 in Washington, D.C. wiedereröffnet.
Am 31. Mai 2011 wurde James C. Duff Präsident und Vorstandsvorsitzender.
Neuharths Tochter, Jan A. Neuharth ist Geschäftsführerin und Vorstandsmitglied des Freedom Forum. Die finanziellen Verluste des Newseums waren von Anfang an umstritten, dies führte auch zur Kritik an den angeblich zu hohen Gehältern und zu als risikoreich betrachteten Vorschlägen, um die Finanzen zu sanieren.

## Belege
1. ↑  Freedom Forum | Newseum Institute. In: www.newseuminstitute.org. Abgerufen am 9. Oktober 2016.
2. ↑  First Amendment Center | Newseum Institute. In: www.newseuminstitute.org. Abgerufen am 9. Oktober 2016.
3. ↑  First Amendment Center – news, commentary, analysis on free speech, press, religion, assembly, petition. In: www.firstamendmentcenter.org. Archiviert vom Original (nicht mehr online verfügbar) am 4. August 2009; abgerufen am 9. Oktober 2016.  Info: Der Archivlink wurde automatisch eingesetzt und noch nicht geprüft. Bitte prüfe Original- und Archivlink gemäß Anleitung und entferne dann diesen Hinweis.
4. ↑  Newseum Institute | Champions of the First Amendment. In: www.newseuminstitute.org. Abgerufen am 9. Oktober 2016.
5. ↑  Religious Freedom Center of the Newseum Institute | Become a constitutional and human rights specialist on issues of religion and public life. In: www.religiousfreedomcenter.org. Abgerufen am 9. Oktober 2016.
6. ↑   Freedom Forum's new chair has a familiar name; quiet board reshuffle keeps a Neuharth in control, 8. Dezember 2011. Abgerufen am 15. Februar 2016
7. ↑   As Freedom Forum posted another $48M deficit, non-profit paid retired CEO Overby nearly $1M; new documents disclose a comical money trail, 17. November 2014. Abgerufen am 15. Februar 2016
8. ↑   Heavily in debt, Newseum considered risky strategy to improve finances, 1. Juli 2015. Abgerufen am 15. Februar 2016